# Бернштейн, Феликс
Фе́ликс Бернште́йн (нем. Felix Bernstein, 24 февраля 1878[…], Галле, Пруссия — 3 декабря 1956[…], Цюрих) — немецкий математик. Первым доказал центральную для теории множеств теорему Кантора — Бернштейна (1896 год). Определил также статистические законы наследования групп крови (1924 год). Профессор Колумбийского, Сиракузского и Нью-Йоркского университетов.

## Биография
Родился в еврейской семье, его отец — крупный физиолог Юлиус Бернштейн, дед по отцу — Аарон Бернштейн — известный журналист и общественный деятель. Мать Феликса была талантливым музыкантом, играла на фортепиано и сочиняла музыку. Феликс был назван в честь композитора Феликса Мендельсона, так как его мать надеялась, что ее сын в будущем станет известным музыкантом.
Ещё будучи учеником гимназии в Галле, Бернштейн посещал семинар Георга Кантора в местном университете (Кантор был другом отца Бернштейна). Закончив гимназию, Бернштейн с 1896 по 1900 годы учился в Мюнхене, Галле, Берлине и Гёттингене. В 1903 году защитил диссертацию, с 1911 года работал в Гёттингенском университете. Примерно в это же время Феликс познакомился и подружился с Альбертом Эйнштейном.
По окончании Первой мировой войны Бернштейн некоторое время был в Гёттингене вице-председателем местного отделения Немецкой демократической партии:118.
В 1921 году Бернштейн был назначен профессором Гёттингенского университета. В 1928 году он преподавал в Гарварде (США) в качестве приглашённого профессора.
В 1934 году, вскоре после прихода к власти нацистов, Бернштейн был как еврей уволен со всех своих должностей. Поскольку в это время он совершал лекционный тур по Америке, Бернштейн решил остаться в США. В 1948 году, после войны, Бернштейн вернулся в Европу. Он в основном жил в Риме и Фрайбурге, испытывая сильную нужду. Умер в Цюрихе 3 декабря 1956 года.

## Научная деятельность
Бернштейн был разносторонним математиком, его труды относятся к теории множеств, теории чисел, теории тригонометрических рядов, теории интегральных уравнений, теории вероятностей и математической статистике. Он доказал фундаментальную теорему Кантора — Бернштейна, внёс значительный вклад в изопериметрическую проблему, теорию преобразования Лапласа. С 1920-х годов много занимался применением математических методов в биологии, исследуя задачи общей генетики, генетики популяций и теории наследственности.
Бернштейн — основатель и (с 1921 по 1934 годы) директор Института математической статистики Гёттингенского
университета. В 2014 года в Гёттингене состоялось открытие Института математической статистике в биологии имени Ф. Бернштейна.

## Основные труды
- Felix Bernstein (1903). Über den Klassenkörper eines algebraischen Zahlkörpers (Habilitation thesis). Univ. Göttingen.
- Felix Bernstein; Felix Bernstein. Untersuchungen aus der Mengenlehre (неопр.) // Mathematische Annalen. — Springer, 1905. — Т. 61. — С. 117—155. — doi:10.1007/bf01457734. Архивировано из оригинала 2 февраля 2014 года. (Dissertation, 1901); reprint Jan 2010, ISBN 11413702631141370263
- Felix Bernstein; Felix Bernstein. Über die isoperimetrische Eigenschaft des Kreises  auf der Kugeloberfläche und in der Ebene (нем.) // Mathematische Annalen : magazin. — 1905. — Bd. 60. — S. 117—;136. — doi:10.1007/bf01447496.
- Felix Bernstein; Felix Bernstein. Über die Reihe der transfiniten Ordnungszahlen (неопр.) // Mathematische Annalen. — 1905. — Т. 60. — С. 187—;193. — doi:10.1007/bf01677265.
- Felix Bernstein; Felix Bernstein. Die Theorie der reellen Zahlen (неопр.) // Jahresbericht der Deutschen Mathematiker-Vereinigung. — 1905. — Т. 14. — С. 447—;449.
- Felix Bernstein; Felix Bernstein. Zum Kontinuumproblem (неопр.) // Mathematische Annalen. — 1905. — Т. 60. — С. 463—;464. — doi:10.1007/bf01457626.
- Felix Bernstein; Felix Bernstein. Über das Gaußsche Fehlergesetz (неопр.) // Mathematische Annalen. — 1907. — Т. 64. — С. 417—;448. — doi:10.1007/bf01476025.
- Felix Bernstein; Felix Bernstein. Zur Theorie der trigonometrischen Reihe (неопр.) // Journal für die reine und angewandte Mathematik. — 1907. — Т. 132. — С. 270—;278.
- Felix Bernstein; Felix Bernstein. Die Mengenlehre Georg Cantors und der Finitismus (неопр.) // Jahresbericht der Deutschen Mathematiker-Vereinigung. — 1919. — Т. 28. — С. 63—;78.
- Felix Bernstein; Felix Bernstein. Die Übereinstimmung derjenigen beiden Summationsverfahren einer divergenten Reihe, welche von T.E. Stieltjes und E. Borel herrühren (нем.) // Jahresbericht der Deutschen Mathematiker-Vereinigung : magazin. — 1919. — Bd. 28. — S. 50—;63. — Corrections in Vol.29 (1920), p. 94
- Felix Bernstein; Felix Bernstein. Zur Statistik der sekundären Geschlechtsmerkmale  beim Menschen (нем.) // Nachrichten von der Gesellschaft der Wissenschaften  zu Göttingen, Mathematisch-Physikalische Klasse : magazin. — 1923. — Bd. 1923. — S. 89—;95.